# Hoszokava Grácia

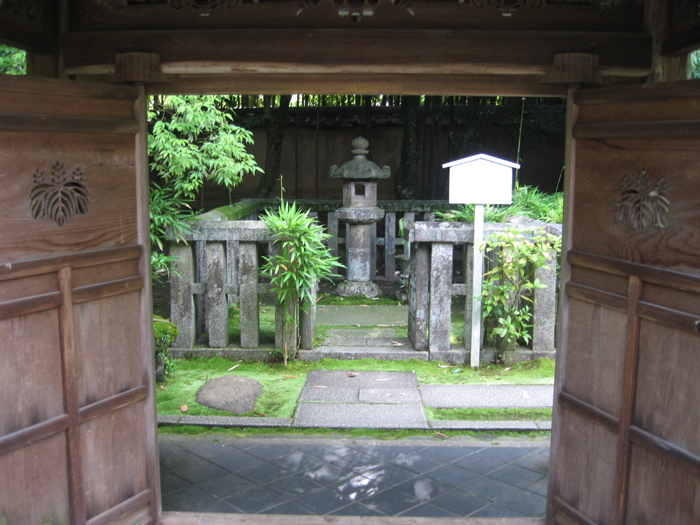
Grácia és Tadaoki sírja a kiotói Daitokudzsiban

Hoszokava Grácia (japánul: 細川ガラシャ, Hoszokava Garasa, Hepburn-átírással: Hosokawa Garasha) (1563–1600) az egyik leghíresebb, legtragikusabb sorsú katolizált japán a 16. századi japán kereszténység idején.
Akecsi Micuhide leánya és Hoszokava Tadaoki daimjó felesége volt, s amikor apja merényletet követett el Oda Nobunaga hegemón ellen, házasságát hatalmi szóval megsemmisítették. Később Tojotomi Hidejosi visszaállíttatta a házasságot, és Grácia (eredeti nevén Tama) 1587-ben romantikus körülmények között, titkon, éjszaka szökdösve ki az oszakai jezsuitákhoz, felvette a keresztséget. 
Mivel férje 1600-ban, a szekigaharai csata előtt Tokugava Iejaszu, a későbbi sógun oldalára állt, ennek fő ellenlábasa, Isida Micunari több daimjófeleséggel egyetemben túszul akarta ejteni, férjének fővazallusa azonban, Hoszokava meghagyására (más beszámolók szerint az asszony kérésére), lecsapta Grácia fejét, majd a teljes háznéppel szeppukut követett el. A szerető férj (mellesleg korának jelentős teaszertartás-mestere, költője és festője), noha nem helyeselte felesége átkeresztelkedését, fényes katolikus temetést rendezett neki.
A mono no avare, a dolgok mulandósága fölötti megrendülés esztétikájának megkapó példája volt, amikor Grácia („Garasa”) egyenes ági leszármazottja, Hoszokava Morihiro (1993–94-ben miniszterelnök) a politikától való visszavonulását bejelentve őse versét idézte a sajtótájékoztatón: „A cseresznyevirág tudja, mikor kell lehullania, ilyen a virág, ilyen legyen az ember is”.

## Alakja szépirodalomban
Hoszokava Grácia alakja a szép és tehetséges Marikóként James Clavell bestsellerében, A sógunban is megjelenik.